# Мулинский сельсовет
Мулинский сельсовет — административно-территориальная единица и муниципальное образование в Володарском районе Нижегородской области.
Административный центр — посёлок Мулино.

## История
Статус и границы сельского поселения установлены Законом Нижегородской области от 15 июня 2004 года № 60-З «О наделении муниципальных образований - городов, рабочих посёлков и сельсоветов Нижегородской области статусом городского, сельского поселения».

## Население
| 2002    | 2010    | 2012    | 2013    | 2014    | 2015    | 2016    |
| ------- | ------- | ------- | ------- | ------- | ------- | ------- |
| 11 929  | ↗13 199 | ↗13 276 | ↗13 527 | ↗13 567 | ↗13 580 | ↘13 492 |
| 2017    | 2018    | 2019    | 2020    | 2021    |         |         |
| ↗13 827 | ↗14 237 | ↗14 470 | ↗14 492 | ↘8623   |         |         |

## Состав сельского поселения
| № | Населённый пункт | Тип населённого пункта          | Население |
| - | ---------------- | ------------------------------- | --------- |
| 1 | Дева             | деревня                         | →14       |
| 2 | Красные Ударники | посёлок                         | ↘4        |
| 3 | Мулино           | деревня                         | ↘91       |
| 4 | Мулино           | посёлок, административный центр | ↘8446     |
| 5 | Старково         | село                            | ↗82       |